# Jaskinia Staniszowska
Jaskinia Staniszowska (słow. Stanišovská jaskyňa) – jaskinia krasowa w Niżnych Tatrach w północnej Słowacji. Jedna z najdawniej znanych jaskiń w tej części Karpat.

## Położenie
Jaskinia znajduje się na terenie Doliny Jańskiej, po północnej stronie głównego grzbietu Niżnych Tatr. Wejście do jaskini znajduje się na wysokości 761 m n.p.m. w niewielkiej bocznej Dolinie Staniszowskiej, jedynie 20 m ponad jej dnem. W pobliżu znajduje się otwór Małej Jaskini Staniszowskiej. Leży w granicach katastralnych wsi Liptowski Jan w powiecie Liptowski Mikułasz.

## Historia poznania
Jaskinia Staniszowska należy do najdawniej znanych jaskiń nie tylko Liptowa, ale i całej dzisiejszej Słowacji. Wejście do niej było znane miejscowej ludności od niepamiętnych czasów. Była zamieszkana w średniowieczu. Po raz pierwszy została zbadana (w znanych wówczas fragmentach) i pomierzona w 1720 r. przez Georga Buchholtza mł., a opisana została w 1723 r. w dziele Mateja Bela pt. Hungariae antiquae et novae prodromus. Dalsze komory i korytarze, zwłaszcza górnego pietra, odkryli w latach 1922-1950 speleolodzy z Liptowskiego Mikułasza i okolic.

## Charakterystyka
Podobnie jak i sąsiednie jaskinie, Mała Staniszowska i Nowa Staniszowska, Jaskinia Staniszowska jest pochodzenia fluwiokrasowego. Wyerodowały ją w szaroniebieskich wapieniach tzw. gutensteinskich środkowego triasu, należących do płaszczowiny choczańskiej, wody podziemnej rzeczki Štiavnicy. Ciągnie się w głąb masywu Smrekovicy w kierunku północnym. Składa się na nią 1680 m przestronnych korytarzy i sal, rozwiniętych w dwóch poziomach. Dolne partie, leżące ok. 25 m ponad lustrem potoku Štiavnica, mają znacznie zniszczoną szatę naciekową – zachowały się jedynie najgrubsze stalagmity, wokół których wytworzyły się jeziorka w misach martwicowych. W tylnej części jaskini występują kaskadowe jeziorka, a na ścianach śnieżnobiałe draperie naciekowe. Korytarze i komory górnego piętra, odkrytego w 1922 r., charakteryzują się bogatą i nienaruszoną szatą naciekową. Wśród nich wyróżnia się Klenotnica – fragment z gęstym lasem stalagmitów.
Temperatura w jaskini utrzymuje się w granicach od 6,4 °C do 7,0 °C. Wilgotność osiąga 95%.

## Przyroda ożywiona
Jaskinia Staniszowska wraz z sąsiednią Małą Jaskinią Staniszowską są największym zimowiskiem nietoperzy w Jańskiej Dolinie. Występuje ich tu 7 gatunków. Najliczniejszą kolonię tworzy nocek duży. W jaskini żyje kilka gatunków skoczogonków, m.in. Pseudosinella paclti i Arrhopalites pygmaeus, a także troglofilny krocionóg z gatunku Allorhiscosoma sphinx.

## Ochrona
Jaskinia leży w granicach Parku Narodowego Niżne Tatry. Od 1973 r. była objęta ochroną jako chroniony twór przyrody (słow. Chránený prírodný výtvor), obecnie jest chroniona jako narodowy pomnik przyrody.

## Turystyka
Jaskinia nie jest przeznaczona do zwiedzania turystycznego. Zwiedzać można natomiast sąsiednią Małą Jaskinię Staniszowską.